# All That We Needed
All That We Needed is het derde studioalbum van de Amerikaanse groep de Plain White T's, in 2005 onder het Fearless Records-label uitgebracht. Na de release van Every Second Counts in juli 2007 werd de song "Hey There Delilah" opnieuw uitgegeven. Deze single scoorde onverwacht sterk en slaagde erin de eerste plaats te behalen in de Billboard Hot 100.

## Nummers
1. "All That We Needed" - 3:41
2. "Revenge" - 3:26
3. "Take Me Away" - 2:42
4. "My Only One" - 3:49
5. "Sad Story" - 2:57
6. "Breakdown" - 3:34
7. "What More Do You Want?" - 2:24
8. "Lazy Day Afternoon" - 2:15
9. "Anything" - 2:59
10. "Sing My Best" - 2:51
11. "Faster" - 2:51
12. "Last Call" - 2:53
13. "Hey There Delilah" - 3:52